# 後免町車站
後免町車站（日语：／ Gomemmachi eki */?），是一位於日本高知縣南國市、隸屬於土佐黑潮鐵道（土佐くろしお鉄道）後免·奈半利線的鐵路車站、與土佐電交通後免線的路面電車站，也是後免線的東邊終點站。

## 背景
最先在這裏設站的，是於1924年開通的高知鐵道安藝線，1925年土佐電氣鐵道的路面電車也由原來的後免東町延長至本站，自此本站規模開始成型，1926年，由於安藝線延長至後免站，本站也改稱為「後免町站」。1974年，土佐電氣鐵道以增加並行巴士的班次而將安藝線廢線，自此，後免町站便經歷近三十年只由路面電車獨自提供，直至2002年土佐黑潮鐵道在附近興建了後免·奈半利線的車站為止。

## 車站構造

### 土佐電交通

#### 站房
位於高知縣道364號上，為一座單層組合屋式站房一座，不論是過往土佐電氣鐵道、或是現時土佐電交通也好，站房都一直用作為服務中心，用作發售電車及巴士車票、預售定期票等服務之外，同時，大部份站房樓面亦被用作為便利店，成為了日本國內少數鐵道車站與便利店兼容的例子，也成為了交通迷的朝聖地。多年來均由Lawson進駐。
2017年3月1日，藉站房外牆翻新時，塗上了600形電車的外貌。

#### 月台
現時採用的為2面1線頭端式的月台配置，其中靠向站房一邊為上車專用月台，遠離站房、靠近土佐黑潮鐵道方為下車專用。雖然日本鐵道慣常因左側行車、因而上落車皆慣性由左側進行，不過為免引起混亂，北側月台的長度十分短，只有下車部份與月台相接，上車部份既沒有月台輔助，到站時也不開門，從而使需要乘車的乘客改在南端月台上車。
因應作為終站，除了在路軌盡頭加設水泥躉及黃黑色警告標貼外，路軌配置上亦將其設定為轉彎後才進站，藉列車在轉彎時慣常地都會減慢速度而保障安全停站。至於原來舊安藝線的線路及痕跡，現時已無法再復見。
另外，所有開往本站的電車，其路線顯示牌及懸掛在車頭的指示牌，均採用平假名標示、而非本站漢字原名「後免町」。
| 月台                      | 路線   | 方向 | 目的地                                                    |
| ------------------------- | ------ | ---- | --------------------------------------------------------- |
| 北側 （靠向土佐黑潮鐵道） | 後免線 | ---  | （降車專用）                                              |
| 南側 （靠向站房／便利店） | 後免線 | 下行 | 枡形、鏡川橋、朝倉、伊野方向 棧橋車庫前、棧橋通五丁目方向 |

### 土佐黑潮鐵道
採用不設站房的簡易車站模式運作，月台層位於架空路段，設有升降機及以工字鐵搭成、附有上蓋的樓梯連接。
雖然不設有站房，但在架空橋下仍設有兩座單層式水泥建築物，左側為休憩室，內有木製長櫈，可以視為候車室的另一種延伸方式，右側為男、女及傷殘人士獨立式洗手間。
至於車站對面的小公園，除了設置了後免·奈半利線的吉祥物雕塑外、還放置了由當地漫畫家柳瀨嵩為紀念南國市五十周年而製作的「後免生薑地藏」和「麵包超人」的石雕；另外在站前廣場迴旋處另外亦放置了一座以當地原產的長尾雞見稱的「土佐長尾雞」雲石像。

#### 月台配置
只有側式月台一座，長度約為40米，有效長度為2輛，列車不可交會。其中半分長度用作本開放式有蓋候車室及設有趙門的候車室，候車亭以圓木柱及不鏽鋼架所搭成，內設有五三張以木板砌成、附有椅背的長櫈（候車亭三張、候車室兩張）。其餘為露天部份。
列車靠近時，往奈半利方向為右側開門；往後免方向為左側開門。
| 路線           | 方向 | 目的地                          |
| -------------- | ---- | ------------------------------- |
| ■後免·奈半利線 | 上行 | 赤岡、安藝、奈半利方向          |
| ■後免·奈半利線 | 下行 | 後免、經■JR土讚線直通至高知方向 |

#### 吉祥物與暱稱
代表本站的吉祥物，是一個身著紅衣、紅靴與紅帽，有著綠色長髮的小女孩，稱為「後免町子」（ごめん まちこさん）。由創作《麵包超人》、高知縣出身的漫畫家柳瀨嵩（筆名所創作，他同時為本站起名了副站名「謝謝車站」（ありがとう駅）、使之與鄰站「後免站」（ごめん，Gomen，發音與日文中的「抱歉、對不起」相同）搭配，現時，在升降機搭的背面放置了由柳瀨嵩提字的「謝謝車站」以及其為此所作的短文；以及由南國獅子會為紀念成立35周年，而將「鐵道唱歌」改篇成土佐黑潮鐵道版本的22節新歌詞。

## 歷史
- 1924年12月8日：高知鐵道（也就是後來的土佐電氣鐵道安藝線）本站～手結站開通，車站啟用，當時稱為「後免站」[7]。
- 1925年：

- 2月21日：土佐電氣（今日的土佐電氣鐵道）延長路線至後免町車站。
- 3月31日：伸延至後免站工程獲批。

- 1926年：

- 4月10日：高知鐵道車站改稱為「後免町站」。
- 4月11日：高知鐵道由本站伸延路線至後免站。

- 1941年7月10日：由於經營兩條路線的公司合併，土佐電氣與高知鐵道所屬的後免町車站變成同一家公司所擁有的車站。
- 1941年7月12日：高知鐵道的公司名稱變更為土佐交通，後免町也變成土佐交通所屬的車站。
- 1948年6月3日：由於公司再度合併的緣故，後免町由土佐交通的車站轉變成土佐電氣鐵道所屬的車站。
- 1954年7月5日：土佐電氣鐵道所屬的高知市內～安藝線直達列車開始營運。
- 1974年4月1日：土佐電氣鐵道安藝線廢線。
- 2002年7月1日：土佐黑潮鐵道阿佐線啟用，並同時在後免町設站。
- 2004年7月4日：土佐黑潮鐵道為本站增設暱稱站名「謝謝」。
- 2014年10月1日：土佐電氣鐵道合併至土佐電交通，位於後免線上的車站亦改由新公司管理。

## 使用人數
南國市役所網頁及南國市統計書均沒有列出車站的使用人數。
根據國土交通省「國土數值情報」，以下為土佐黑潮鐵道及土佐電鐵道1日平均上下車人次：
| 乘降人員推算 | 乘降人員推算     | 乘降人員推算     |
| 年度         | 1日平均 乘降人次 | 1日平均 乘降人次 |
| 年度         | 土佐黑潮鐵道     | 土佐電鐵道       |
| ------------ | ---------------- | ---------------- |
| 2011         | 362              | （不計算）       |
| 2012         | 321              | （不計算）       |
| 2013         | 314              | （不計算）       |
| 2014         | 338              | （不計算）       |
| 2015         | 352              | （不計算）       |
| 2016         | 323              | （不計算）       |
| 2017         | 306              | （不計算）       |
| 2018         | 265              | （不計算）       |
| 2019         | 244              | （不計算）       |
| 2020         | 195              | 350              |
| 2021         | 233              | 348              |
| 2022         | 227              | 369              |

## 鄰近車站
土佐電交通
後免線
後免町 - 後免東町
土佐黑潮鐵道
■後免·奈半利線
■快速A、■快速B
後免 (GN40) - 後免町 (GN39) - 野市 (GN37)
■普通
後免 (GN40) - 後免町 (GN39) - 立田 (GN38)

### 附注
1. ↑  因2011-2019年度的顯示資料相同，在合理懷疑下有關資料並不採用。

## 外部連結
- 土佐黑潮鐵道後免町站
- 土佐電交通後免町站
- Goto-Goto Web土佐黑潮鐵道後免町站介紹 （页面存档备份，存于）

33°34′28″N 133°39′5″E / 33.57444°N 133.65139°E